# Burja
Búrja (italijansko bora, hrvaško bura, angleško bora; izhaja iz starogrško borea: sever) je hladen, sunkovit, po večini suh severovzhodni veter, ki se najpogosteje pojavlja med mesecem novembrom in aprilom. Čeprav pojav burje poznajo na večini celin, je verjetno najbolje raziskano območje burje prav v naši bližini, na Jadranu. V Sloveniji piha burja na Primorskem jugovzhodno (JV), vzhodno (V) in severovzhodno (SV) od visokih dinarskih planot, kjer je tudi najbolj pogosto zastopan veter.
Pri samem pojavu burje moramo že v začetku ločiti med lokalno burjo, ki nastane zaradi hladnega zraka nad kraškimi ravniki in se zaradi razlike v gostoti spušča proti dolini, kjer je toplejši zrak z manjšo gostoto (tako nastale vetrove imenujemo katabatični vetrovi in dosegajo hitrosti do 20 m/s), in burjo kot bolj obsežnim pojavom.

## Sinoptični pogoji pri nastanku burje
Ta sunkoviti severovzhodnik delimo glede na nastanek in njegove splošne značilnosti. Tako poznamo ciklonalni in anticiklonalni tip burje, ki se ne loči zgolj po nastanku, temveč tudi po tem, kakšno vreme s seboj prinaša.
Anticiklonalna burja se pojavi v primeru, ko imamo nad Srednjo Evropo območje visokega zračnega pritiska — anticiklon. Visok pritisk potiska hladen zrak iz notranjosti čez hribovja v nižine oziroma obalne predele. Veter je v tem primeru suh, temperatura večinoma nizka, nebo je vedro in brez oblakov, le na robovih gorovij, s katerih se burja spušča, opazimo oblačne kape (v Vipavski dolini t. i. pojav zastave). Pojav zastave nastopi zato, ker se zrak, ki se spušča, adiabatno segreva, kar vpliva na temperaturo nastanka oblakov in zato oblačnosti ne vidimo med spuščanjem. Oblačnost je moč opaziti samo na vrhu hriba, pod njim pa se razprostira jasna dolina oziroma obala. Kapa se pojavlja  zlasti nad Nanosom, Učko, Velebitom, Kamešnico, Biokovim in Orjenom. Če se kapa veča, pomeni, da se burja krepi. Najpogosteje piha popoldan, največjo moč pa navadno doseže med 11. in 13. uro. Najšibkejša je navadno nekaj ur zatem, ko se je izgubila oblačna »kapa« nad hribovjem; takrat včasih celo preneha pihati. Poimenovanje anticiklonalne burje se rahlo razlikuje med viri in državami; tako lahko ta pojav najdemo tudi pod imenom jasna burja (clear bora) ali bora chiara na območjih, ki so pod vplivom italijanščine.
Ciklonalna burja nastopi, ko je ciklon (območje nizkega zračnega pritiska) na južnem Jadranu oziroma v okolici Jadrana. To območje želi burja zapolniti in tako zapiha iz notranjosti proti nižinskim, obalnim delom. V tem primeru veter s seboj prinaša oblake in slabo vreme (velikokrat prihaja do obilnega deževja ali redkeje sneženja). Burjo pa lahko ločimo tudi po tem, kako piha skozi troposfero. V primeru, ko piha skozi vso troposfero, se imenuje globoka burja (deep bora), če pa je v gibanje vključen le spodnji del troposfere, govorimo o plitki burji (shallow bora). Po dosedanjih raziskavah se zdi, da globoka burja v povprečju ne dosega tako velikih hitrosti kot jih njena plitkejša sestra. Prav tako kot za anticiklonalno burjo poznamo tudi za ciklonalno več različnih imen, v literaturi jo lahko zapazimo kot temno burjo (black bora) oziroma kot bora scura.  
Prehod ene vrste burje v drugo je zelo pogost. Anticiklonalna burja piha vzdolž celotne Jadranske obale, ciklonalna pa naenkrat samo v enem predelu Jadrana. Burja slabi z oddaljevanjem od vzhodne Jadranske obale proti sredini Jadranskega morja.

## Dinamika burje
Pojav burje se velikokrat razlaga kot katabatični pobočni veter. Če bi v primeru burje šlo za zgoraj omenjeni pobočni veter, bi bila zgodba o njenem nastanku zelo podobna naslednjim vrsticam. Na začetku je hladen zrak na vrhu hriba, ker pa je veliko težji od okoliškega zraku in ker je v dolini še veliko topleje, ga razlika  v gostoti sili v padanje proti dolini. Na poti proti dolini ta zrak stalno pospešuje in se segreva, dokler se njegova temperatura ne izenači s temperaturo okoliškega. Ta princip deluje odlično za veter, ki je precej lokalno omejen, ter za hitrosti, ki ne presegajo 20 m/s, kar pa za burjo ni značilno. V primeru burje na Jadranu ta pojav zajame velik del obale in ni zgolj lokaliziran pojav. Še bolj gre na navzkriž  takemu načinu razumevanja tudi dejstvo, da osnova katabatičnega razumevanja vetrov zahteva direktno povezavo temperaturnega gradienta s hitrostjo, ki jo lahko tak veter doseže. To pomeni, da bi potrebovali za doseganje hitrosti burje nad 20 m/s temperaturne razlike velikostnega reda nad 20 °C med zrakom na vrhu hriba in dolino, v katero se le-ta spušča. Zaradi vseh teh dejstev, se poskuša pojav burje razložiti primerneje in podrobneje.

## Pojavnost
Burja ni avtohton pojav na Balkanu, temveč je dodobra razsejana po vsem svetu. Najdemo jo lahko v:
- Južni Kaliforniji,
- Zahodnih delih Andov,
- Avstriji,
- Islandiji,
- Nova Zelandiji,
- Sumatri,
- Japonski,
- Indoneziji,
- Rusiji [2].,
- Velikem skalnatem gorovju,
- Na Jadranu ...

Burja je v splošnem najmočnejša na Velebitu. Ta obalna gorska veriga, ki meri v dolžino 145 kilometrov, predstavlja ogromen vremenski in podnebni razkorak med ostro kontinentalno klimo v notranjosti, za katero so značilne velike dnevne / nočne temperaturne razlike skozi celo leto, in jadransko obalo z mediteranskim podnebjem. Burja nastane, ker ti dve deljeni masi težita k izenačenju. Jadranje med burjo je lahko zahtevno in terja previdnost ter dobro pripravljeno ladjo in posadko. Za burjo so značilni kratki, visoki valovi, zaradi česar je navigacija težavna. Majhne kapljice, ki nastanejo zaradi vetra, tvorijo tako imenovani morski dim, ki znatno zmanjša vidljivost. Izkušeni pomorščaki imajo pregovor: »Ko burja jadra, ti ne jadraj!« Jadranje je lahko zelo nevarno za neizkušenega navigatorja v Veleibitskem kanalu, ker lahko veter nastane nenadoma na jasen in miren dan in povzroči večje težave, ki pogosto vplivajo tudi na cestni promet. V bližini mest Senj, Stara Novalja, Karlobag in južni portal predora Sveti Rok na Hrvaškem lahko doseže hitrost do 220 kilometrov na uro. 21. decembra 1998 je bil na mostu Maslenica (severno od Zadra) izmerjen sunek z rekordno hitrostjo 248 kilometrov na uro. Med 22. in 25. decembrom 2003 je bila na avtocesti A1 pri tunelu Sveti Rok izmerjena rekordna hitrost 304 kilometrov na uro.
Februarja 2012 je med vzhodnoevropskim hladnim valom obalni pas v Senju zamrznil, nastali pa so snežni zameti, ko je burja s hitrostjo 150 km/h povzročila znižanje temperature na -14 °C ter valove, visoke do 7 metrov. Trgala je drevesa iz tal in odnašala strehe. Na otoku Pagu je iz morja metala ribe, v mnogih obalnih mestih pa je zamrznil vodovod.

## Posledice burje in burja na Slovenskem
Burja v Sloveniji piha predvsem na Primorskem. Ta severovzhodni veter se v Vipavski dolini po pobočjih Gore, Čavna in Nanosa v sunkih spušča v dolino. V dolgoletnem povprečju piha zmerna do močna burja tu kar 42 dni na leto. Najmočnejši sunki presegajo hitrost 200 km/h, na Obali pa so v povprečju za 50 km/h šibkejši.
Veter velikokrat povzroči veliko škodo v kmetijstvu, prometu, na zgradbah in v vsakdanjem življenju. Že v načinu gradnje lahko vidimo visoko prilagojenost razmeram. Stare hiše so zgrajene tako, da kažejo burji hrbet, torej tisto stran, ki je skoraj brez oken in vrat, na strehah pa lahko skoraj na vsaki hiši vidimo kamenje, ki dodatno obtežuje kritino, da je burja ne odpihne. Kljub vsem prilagoditvam pa je pomladno popravljanje streh nekaj povsem običajnega.
Promet se že v burji, ki komaj presega 100 km/h, odvija počasi, za tovorna vozila s ponjavami pa velja, da v teh primerih ne bi smela voziti, saj jih burja zaradi njihove velike bočne površine z lahkoto prevrne.
Škoda, ki jo burja povzroča na naravnem in kulturnem rastju, je zelo različna. Burja prinaša večinoma suho vreme in tla zaradi svojega značaja še dodatno posuši. Večina rastlin v Vipavski dolini raste zaradi burje postrani, v sadovnjakih pa predstavlja grožnjo predvsem spomladi, saj lahko otrese cvetove in tako uniči pridelek. Opazni so tudi izjemni vplivi deflacije in akumulacije, saj veter odnaša velike količine zemlje v sušnih mesecih in snega v zimskih. Tako nastajajo na določenih mestih veliki zameti.
Burja pa ne vpliva le na potek življenja v današnjem času, ampak je pomagala krojiti tudi zgodovino. Legenda pravi, da je usodno vplivala na razplet bitke med vojskama rimskega cesarja Teodozija in njegovega nasprotnika Evgenija, ki je potekala 5. in 6. septembra leta 394 (bitka pri Mrzli reki), saj je zaradi položaja bitke obračala puščice Evgenijevim vojakom, ki so bili tako v izjemno slabem položaju in bitko posledično tudi izgubili. Zmaga Teodozija je takrat pomenila dokončno zmago krščanstva v Rimskem cesarstvu in priznanje le-tega kot državne vere.

## Zanimivosti in rekordi
Izmerjene najvišje vrednosti hitrosti vetra na posameznih predelih Jadranske obale:
- Nova Gorica (Šempas): 301,2 km/h (1. november 2010).
- Makarska: 250,2 km/h (26. januar 1996),
- Trst: 205,5 km/h (29. oktober 1994),
- Krk: 248,4 km/h (29. oktober 1994),
- Split: 174,6 km/h (29. oktober 1994),
- Črna Gora: 154,4 km/h (5. januar 1978).